# حواء عبدي ساماتار
حواء عبدي ساماتار هي زوجة الرئيس الصومالي السابق وأرض البنط الصومالية بونتلاند العقيد الراحل عبد الله يوسف أحمد، وهو شخصية سياسية مرموقة. وكان للزوجين ولدين وبنتين بالإضافة إلى ستة أحفاد.